# Isla de Santa Isabel
La isla de Santa Isabel es la de mayor longitud de las Islas Salomón, situadas en Oceanía, y su extensión de 2.999 km² hace que sea la de mayor extensión de la provincia de Isabel.
La isla está comprendida entre la provincia de Choiseul al oeste, de Malaita al este, el océano Pacífico al norte y el estrecho de Nueva Georgia al sur.

## Historia
Los españoles fueron los primeros europeos en llegar a la isla (llamada entonces "Santa Isabel de la Estrella"). En 1568 alcanzó la isla la expedición de Pedro Sarmiento de Gamboa, Pedro de Ortega y Álvaro de Mendaña; se estableció como punto de partida para el descubrimiento de otras muchas islas de la zona.

## Geografía

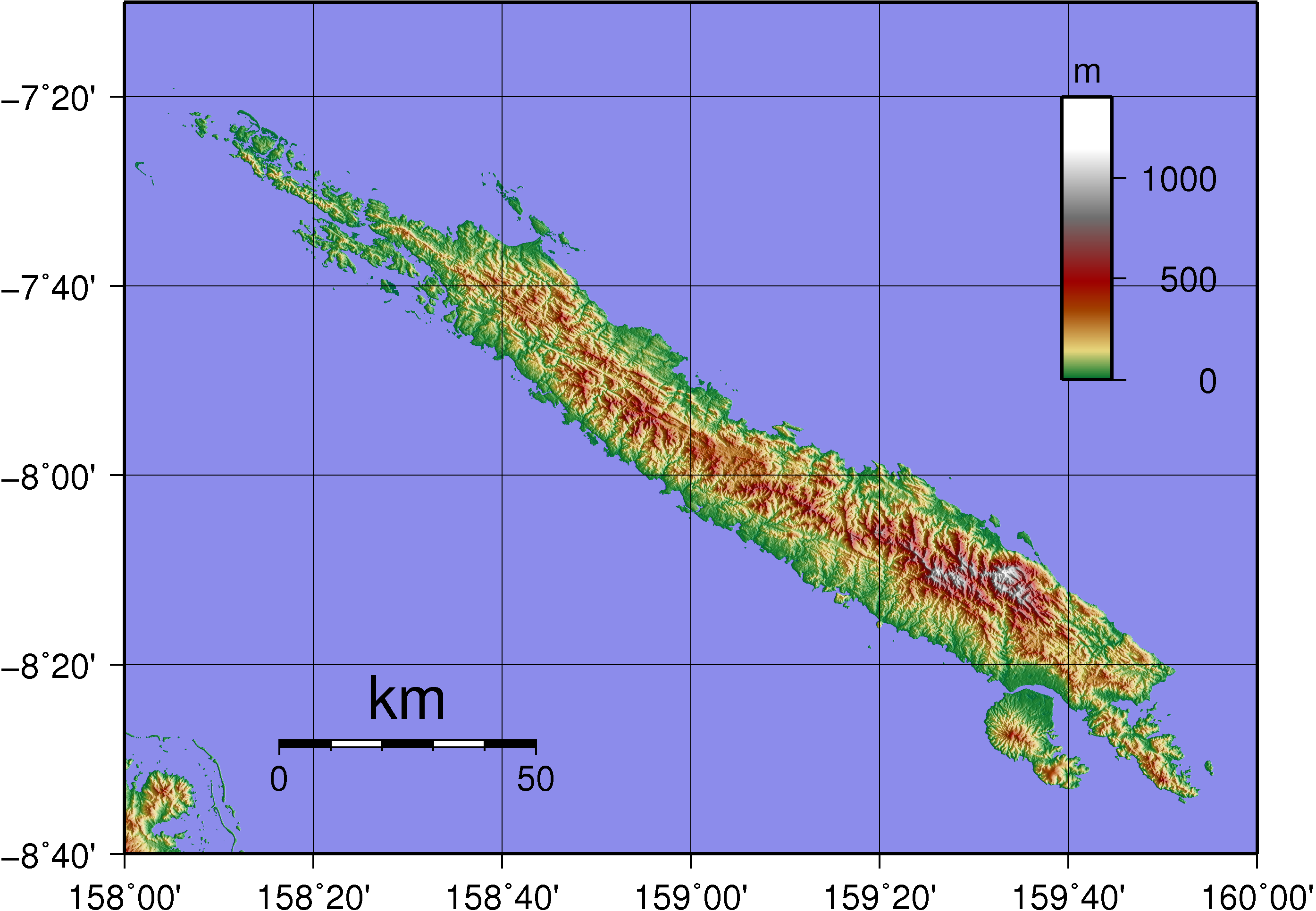
Mapa topográfico de Santa Isabel.

El punto más elevado de la isla es el Monte Sasari de 1.220 m s. n. m. de altitud. El río más importante de la isla, el Marutho nace en el Sasari y desemboca al océano en Hofi. 
El centro administrativo de la isla es Buala, ciudad que alberga el aeropuerto de la isla. Otro centro de población importante es Samasodu.